# 요제프 휘기
요제프 휘기(독일어: Josef Hügi, 1930년 1월 23일~1995년 4월 16일)는 스위스의 축구인이다. 1940년대 후반부터 1960년대까지 활동했으며 현역 시절 포지션은 스트라이커였다. 스위스 국가대표 선수로 1954년 FIFA 월드컵에 참가했다.

## 구단 경력
휘기는 1930년 1월 23일, 리헨 출신으로, 유년 시절에 축구를 시작했지만, 1940년대 말에 바젤 대학교에 입학하기 전까지 전업으로 축구를 하지는 않았다. 그의 첫 프로 입단 구단은 바젤이었고, 1948년에 입단했다. 그는 이후 14년 동안 "빨강-파랑 군단"(Rotblau) 소속으로 320번의 경기에 출전해 224골을 기록했다. 1962년, 그는 취리히로 이적했지만 2경기를 출전하는데 그쳤고, 말년을 하부 리그의 포랑트뤼와 라우펜에서 보냈다. 그는 은퇴 후 바젤의 코치로 활동했다.

## 국가대표팀 경력
휘기는 1951년부터 1960년까지 스위스 국가대표팀 경기에 34번 출전해 22골을 기록했다. 1954년 월드컵에서는 6골을 기록해 대회 최다 득점 공동 2위에 이름을 올렸고, 그에 따라, 휘기는 스위스의 월드컵 역사상 최다 득점자로 이름을 올렸다.

## 수상
바젤
- 나치오날리가 A: 1952–53